# Avast Software
Avast Software, oficjalnie Avast Software s.r.o. – czeskie przedsiębiorstwo z siedzibą w Pradze; producent programów antywirusowych z rodziny avast!, z których najbardziej znany jest avast! Free Antivirus (darmowy do niekomercyjnego użytku osobistego).
Oprócz programów antywirusowych, AVAST Software jest producentem oprogramowania narzędziowego avast! BART CD oraz oprogramowania Net.Purum do kontrolowania dostępu do internetu w sieciach firmowych.
Przedsiębiorstwo istnieje od kwietnia 1991 roku; od początku 2007 roku jest spółką akcyjną. Do 2010 roku przedsiębiorstwo nosiło nazwę ALWIL Software.
7 lipca 2016 roku przedsiębiorstwo poinformowało, że wykupi 100 proc. akcji spółki AVG Technologies, producenta oprogramowania antywirusowego, za 1,3 mld dolarów.
19 lipca 2017 roku przedsiębiorstwo zostało posiadaczem 100 procent udziałów spółki Piriform.
W sierpniu 2021 roku NortonLifeLock przejęło 100 procent udziałów spółki Avast Software s.r.o. za kwotę 8 mld dolarów.

## Produkty
- Avast Antivirus